# South Park Let’s Go Tower Defense Play!
South Park Let’s Go Tower Defense Play! — компьютерная игра 2009 года, основанная на американском мультсериале «Южный Парк», выпущенная для игровой консоли Xbox 360 . Игра разработана компанией Doublesix в сотрудничестве с South Park Digital Studios и Xbox Live Productions. Let’s Go Tower Defense Play — это игра в жанре Tower Defense с дополнительным элементом динамичного экшена. Игроки не только строят башни для устранения разрушительных сил, но и должны управлять несколькими персонажами, чтобы успешно защитить городок Южного Парка.

## Игровой процесс
Игроки должны уничтожать волны врагов, используя башни, стратегически расположенные вокруг пути. Так же, игроки могут управлять персонажем, чтобы атаковать врагов и собирать упавшие монеты, чтобы покупать и строить больше башен. В одиночной игре игрок переключается между каждым персонажем, в то время как в многопользовательской игре каждому игроку назначаются определённые персонажи.

## Сюжет
Эрик Картман бежит к дому Стэна Марша, чтобы предупредить его о нападении «ужасных существ» на Южный Парк. Вместе им удается отбить атаку армии Рыжих детей и коров, спасти Кайла Брофловски и защитить свой дом. Потом они помогают Кенни Маккормику отбиться от нападения. После того, как они помогли Кенни отбиться от очередной орды врагов, мальчики приходят к выводу, что за этим стоять может только профессор Хаос.
Мальчики добираются к дому Баттерса Стотча и сталкиваются с Хаосом, который признается, что его зловещий план был заменить полезную витаминную воду в аптеке обычной водой. Во время сражения с другими противниками одно из яичек Баттерса разбивается, поэтому мальчики отвозят его в больницу и охраняют ее, пока его лечат. Вбегает Джимми Волмер, который говорит мальчикам отправиться к пруду Старка, где они помогают Джимбо Кёрну и Неду Герблански помешать другой группе врагов уничтожить город. Крейг Такер направляет их к логову шестиклассников во главе со Скоттом Тенорманом, которые были завербованы зловещим злом, нависшим над городом.
После победы над Скоттом и шестиклассниками Клайд приказывает его банде помочь мистеру Лу Киму защитить Великую Китайскую стену Южного Парка от армии монголов. После долгой битвы мальчики и Лу Ким одерживают победу, и Твик отправляет их на плотину Южного Парка. Мальчики успешно защитили плотину от группы врагов, возглавляемых генералом Бардаком. Пип пытается раскрыть мальчикам личность злодея, но, как всегда, его слова не находят отклика у мальчиков, и они отвергают его раньше, чем он успевает закончить свое предложение. Мальчики поднимаются высоко в горы над Южным Парком, чтобы встретиться с Рэнди Маршем. Рэнди предупреждает их о предстоящем нападении. Им удается препятствовать попыткам Челмедведосвина и демонов захватить здание геологии. Рэнди говорит, что они должны отправиться в центр Южного Парка, чтобы остановить злодея, выражая надежду на их успех и говоря, что всегда верил в них. Тимми Барч отправляет мальчиков.
Мальчики останавливают огромную армию врагов, собравшихся разрушить ратушу, прежде чем голос объявляет «игра окончена» и игровой мир рушится. После того, как мальчиков вытаскивают в мир за пределами Вселенной, выясняется, что злодеем является японский диктор, который манипулировал событиями в Южном Парке и использовал мальчиков в качестве пешек. Затем Диктор нападает на город и пытается штурмовать ратушу лично, но мальчикам удается победить его. Без главного злодея, контролировавшего Южный Парк, силы зла исчезают, и все возвращается к нормальному состоянию.

## Разработка и выпуск
После раннего успеха Южного Парка Acclaim Entertainment выпустила три видеоигры, основанные на шоу: «South Park» (1998), «South Park: Chef’s Luv Shack» (1999) и «South Park Rally» (2000). Создатели Южного Парка Трей Паркер и Мэтт Стоун почти не принимали участие в разработке этих игр. Они публично критиковали Acclaim Entertainment и их качество. Режиссёры и продюсеры South Park Let’s Go Tower Defense Play! высказали негативное мнение о ранних играх, отметив их недостатки в стиле и внешнем виде, не соответствующем анимации Южного Парка. Работа над игрой началась после создания студии под названием South Park Digital Studios в конце 2007 года с целью разработки проектов, связанных с Южным Парком, за исключением самого телешоу. Креативный директор Брайон Крис сказал: «Приступая к разработке игры, команде пришлось преодолеть самое большое препятствие — неприятный привкус, который ранние видеоигры по „Южному Парку“ оставили в наших коллективных устах». Паркер и Стоун активно участвовали в разработке новой игры с самого начала.
Для создания игры было привлечено три студии. Основная часть работы над игрой была выполнена британской студией Doublesix, в то время как Microsoft Game Studios приврекли художников и программистов, работавших над игрой. South Park Digital Studios поделились своим опытом работы над шоу в течение 13 сезонов. Студия отвечала за сценарий, контент и контроль качества игры. Команда постоянно пересматривала различные аспектов игры, включая графические элементы, созданные для неё вне South Park Digital Studios. Они также помогли определить стиль и разработать башни, которые спроектированы так, чтобы создавалось впечатление, что их собрали дети из различных материалов, лежащих вокруг.
South Park Digital Studios предоставила большую часть художественных материалов для игры. В игре были созданы кат-сцены в стиле, который соответствует как внешнему виду шоу, так и стилю игры, вдохновленному аниме. Диалоги в игре содержат как архивные записи прошлых сезонов шоу, так и новые реплики, записанные оригинальными голосами из шоу; в основном создателями Треем Паркером и Мэттом Стоуном. Новая оригинальная музыка была написана и спродюсирована композитором Южного Парка Джейми Данлэпом.
Из-за спорных тем, часто возникающих в Южном Парке, были приняты определенные решения относительно контента и названия игры. Некоторые изменения были внесены с целью выпуска игры в Японии. Название игры претерпело несколько изменений. Оригинальное название игры «South Park: Suck My Balls» было отменено из-за цензуры на Xbox Live Marketplace. Следующей идеей было назвать игру «Snowballin’», намекая на характер игры в снежки, а также на сексуальную практику. Также рассматривалось название «Baru Baru Suki Suki», которое пародировало японские названия аниме. После того, как все названия были отклонены как неприемлемые названия для игры, было принято решение назвать её «South Park Let’s Go Tower Defense Play!», что соответствует стилю японской анимации, используемой в игре. Другие спорные вопросы касались названий игровых достижений, которые являются отсылками к сериям из Южного Парка. Достижения общедоступны за пределами игры, и существуют ограничения на имена и изображения, которые могут быть использованы в них, поэтому названия достижений, которые были связаны с наркотиками — «В погоне за драконом» и «Тупая испорченная шлюха» были отклонены. Еще одно достижение должно было называться «Как питаться с помощью задницы», но изображение ягодиц на сервисе запрещено.

## Рецензии и оценки
| Сводный рейтинг         | Сводный рейтинг                                     |
| Агрегатор               | Оценка                                              |
| ----------------------- | --------------------------------------------------- |
| GameRankings            | 75,13 %                                             |
| Metacritic              | 72/100                                              |
| Иноязычные издания      |                                                     |
| Издание                 | Оценка                                              |
| GameSpot                | 7,5/10                                              |
| IGN                     | 7,0/10                                              |
| Награды                 |                                                     |
| Издание                 | Награда                                             |
| Spike Video Game Awards | Лучшая игра, основанная на фильме или телешоу(2009) |

GameSpot поставил игре 7,5 баллов из 10, заявив: «Отличное чувство юмора и сложный игровой процесс делают Let’s Go Tower Defense Play! Легкой и лучшей игрой в Южном Парке на сегодняшний день». IGN дал игре 7 баллов из 10 из-за сюжета, непрекращающейся ностальгии и того, что игра больше ориентирована на многопользовательскую игру, что разочаровывает игроков-одиночек. В 2009 году на церемонии вручения наград Spike Video Game Awards игра была удостоена награды «Лучшая игра, основанная на фильме или телешоу».
GamesRadar назвал его десятой лучшей игрой в жанре защиты башни в истории видеоигр, заявив: «С сильным многопользовательским режимом и большим количеством грубого, сквернословящего юмора он был первым, кто доказал, что Стэн, Кайл, Картман и Кенни могут найти настоящий дом в играх».